# SpVgg Greuther Fürth
Spielvereinigung Greuther Fürth je nemški nogometni klub iz mesta Fürth. Ustanovljen je bil 23. septembra 1903 in trenutno igra v Bundesligi.
Greuther Fürth je bil trikrat državni prvak in sicer v letih 1914, 1926 in 1929. Po ustanovitvi Bundeslige pa med vidnejše uspehe spadata naziv prvaka 2. najmočnejše nemške lige leta 2012 ter posledično nastop v najmočnejši nemški ligi, kjer pa je po koncu sezone končal kot zadnjeuvrščeni. Ima pa tudi več nazivov prvaka regionalnih lig. V evropskih tekmovanjih pa je vidnejši uspeh Greuther Fürtha naziv skupinskega prvaka Pokala Intertoto leta 1969.
Domači stadion Greuther Fürtha je Sportpark Ronhof, ki sprejme 18.500 gledalcev. Barvi dresov sta zelena in bela, zaradi česar imajo nogometaši tega kluba nadimek "Kleeblätter" (deteljice).

## Rivalstvo
Največji rival Greuther Fürtha je FC Nürnberg. Njuno rivalstvo sega iz obdobja, ko sta ta dva kluba prevladovala v domačem prvenstvu. Derbi med tema dvema kluboma se imenuje "Frankenderby". 
Zaradi njunega močnega rivalstva je v zgodovini prišlo tudi do tega, da je moral nogometaš Greuther Fürtha prisilno zapustiti klub, ker se je poročil z dekletom iz Nürnberga.